# Domaine de Versailles
Cet article court présente un sujet plus développé dans : château de Versailles.

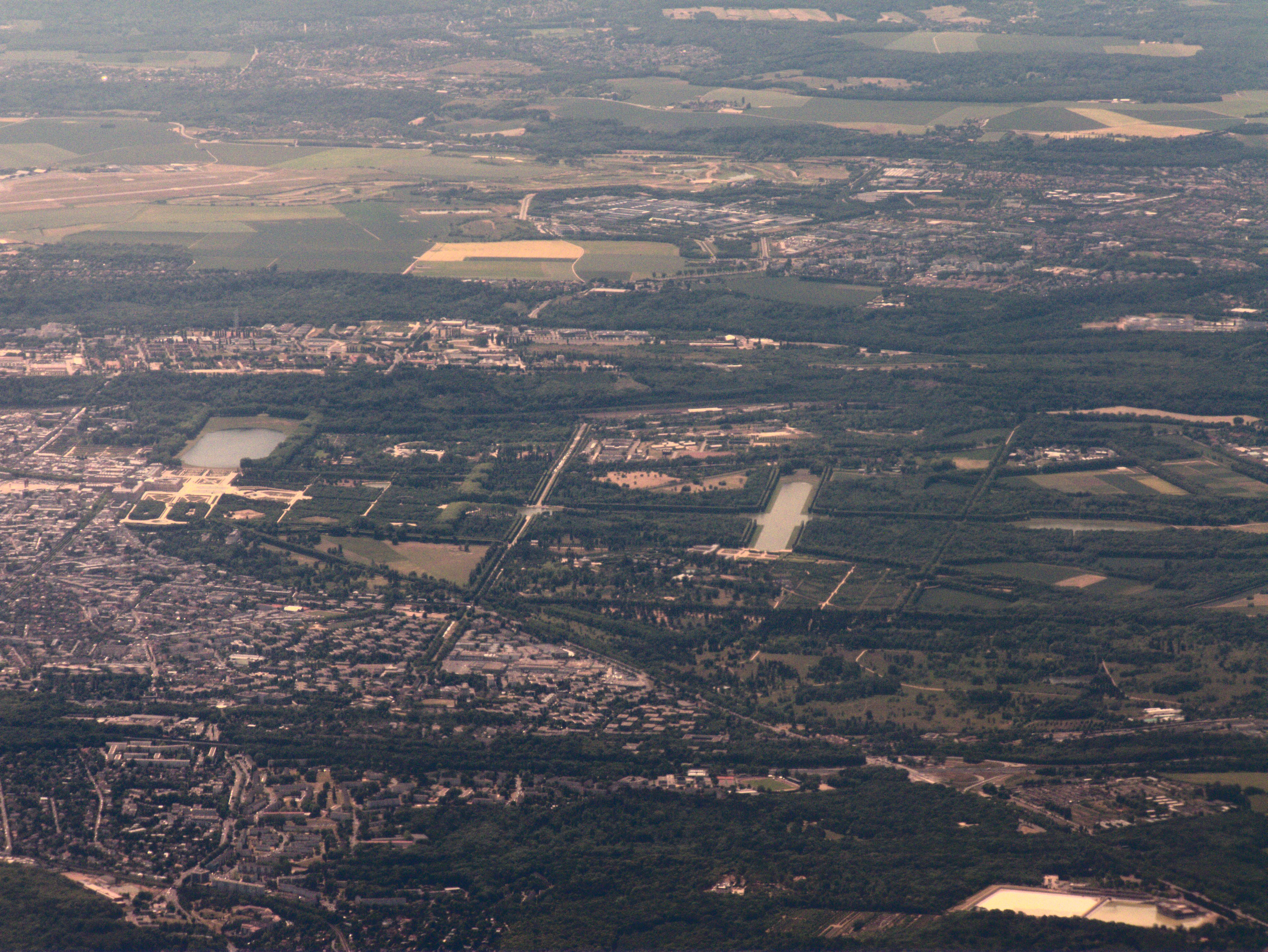
Le domaine, vu d'avion. Le château est accolé à la ville, à gauche.

Le domaine de Versailles est l’ensemble des terres et édifices dépendant du château de Versailles. Outre le château, il comprend le jardin et le parc avec le Grand Canal, ainsi qu'un domaine restreint aux alentours de Trianon.
Le terme « château de Versailles » est très souvent utilisé pour désigner le domaine.